# Civil War (EP)
Civil War je první album švédské heavymetalové hudební skupiny Civil War. Vydáno bylo 20. listopadu 2012 prostřednictvím vydavatelství Despotz Records a jedná se o extended play. Skupina byla založena hudebníky, kteří v roce 2012 odpustili metalovou kapelu Sabaton. Námětem textů zůstaly, stejně jako u jejich předchozího působiště, ozbrojené konflikty, přestože to původně neměli v plánu. O historii se ale zajímal zpěvák skupiny Nils Patrik Johansson, který o ní nakonec začal také psát texty.

## Seznam skladeb
| Pořadí         | Název                              | Délka |
| -------------- | ---------------------------------- | ----- |
| 1.             | Rome Is Falling                    | 5:24  |
| 2.             | Civil War                          | 3:53  |
| 3.             | Forevermore                        | 5:53  |
| 4.             | Custers Last Stand                 | 4:49  |
| 5.             | Say It Right (Nelly Furtado cover) | 4:20  |
| Celková délka: | Celková délka:                     | 24:19 |

## Obsazení
- Nils Patrik Johansson – zpěv
- Rikard Sundén – kytara
- Oskar Montelius – kytara
- Stefan Eriksson – baskytara
- Daniel Mÿhr – klávesy
- Daniel Mullback – bicí